# موريس دريون
موريس دريون (بالفرنسية: Maurice Druon) ولد في 23 أبريل 1918 بباريس، وتوفى في 14 أبريل 2009. وهو كاتب وسياسي فرنسي. انضم موريس دريون إلى المقاومة الفرنسية وذهب إلى لندن في يناير 1943.

## معرض صور

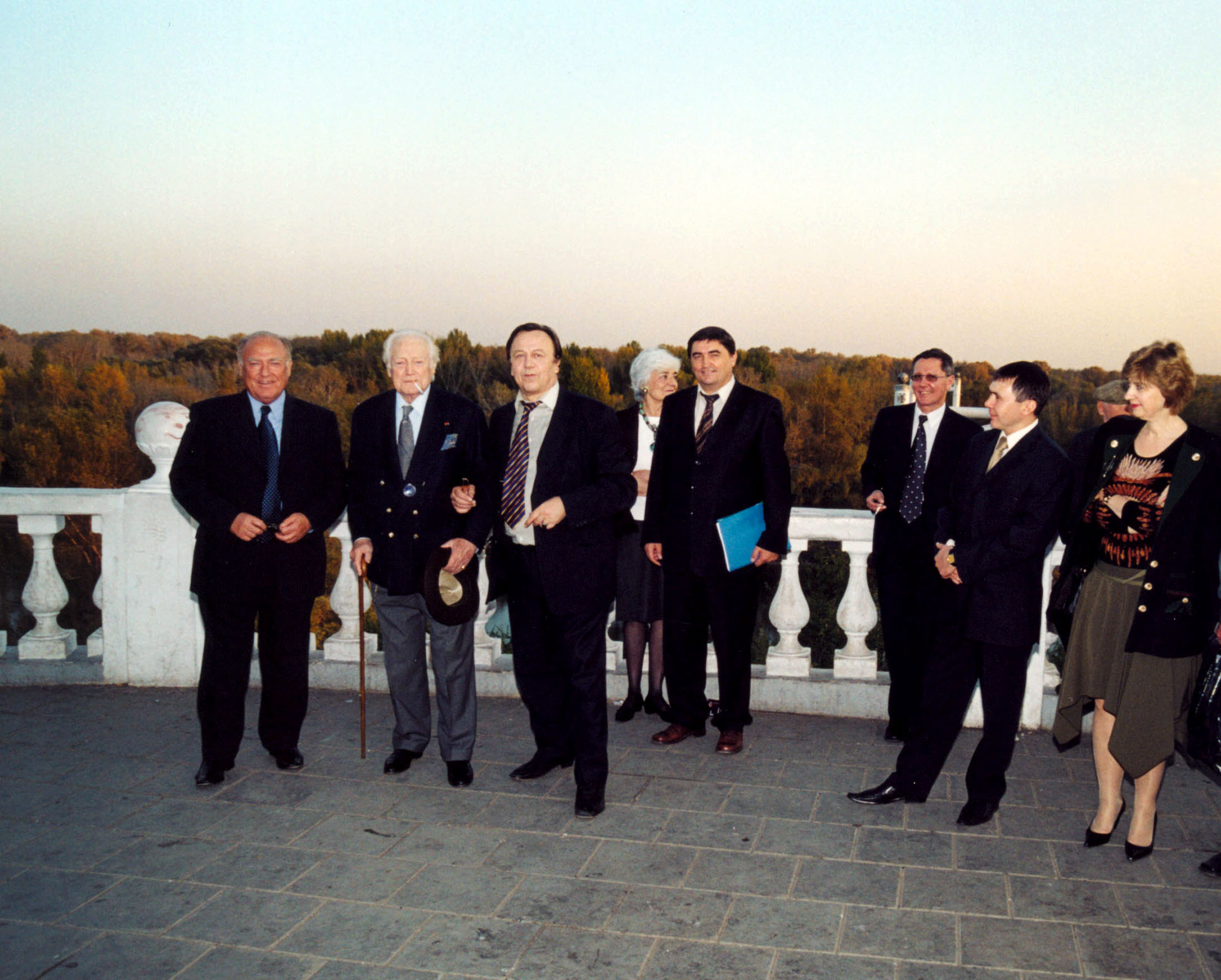
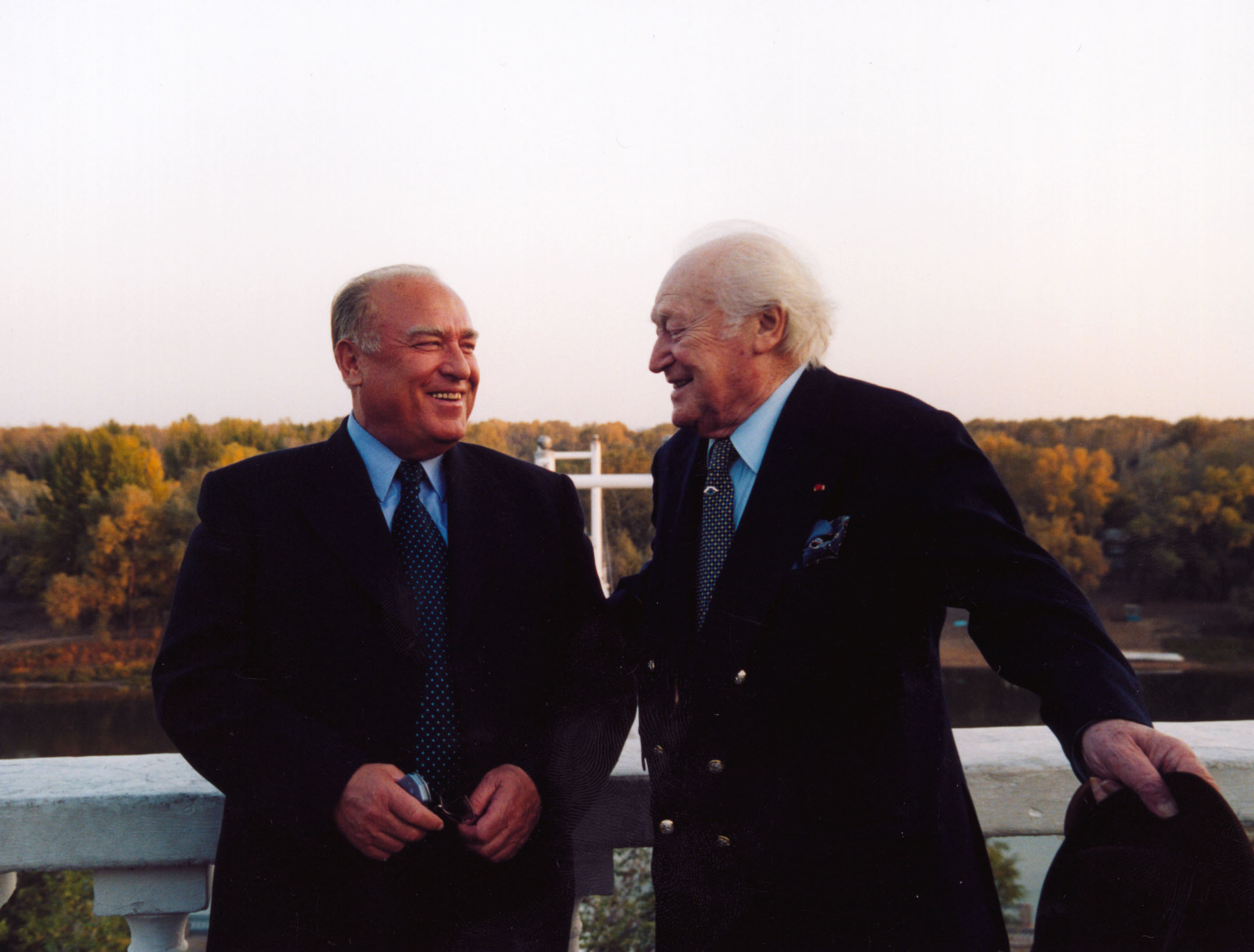
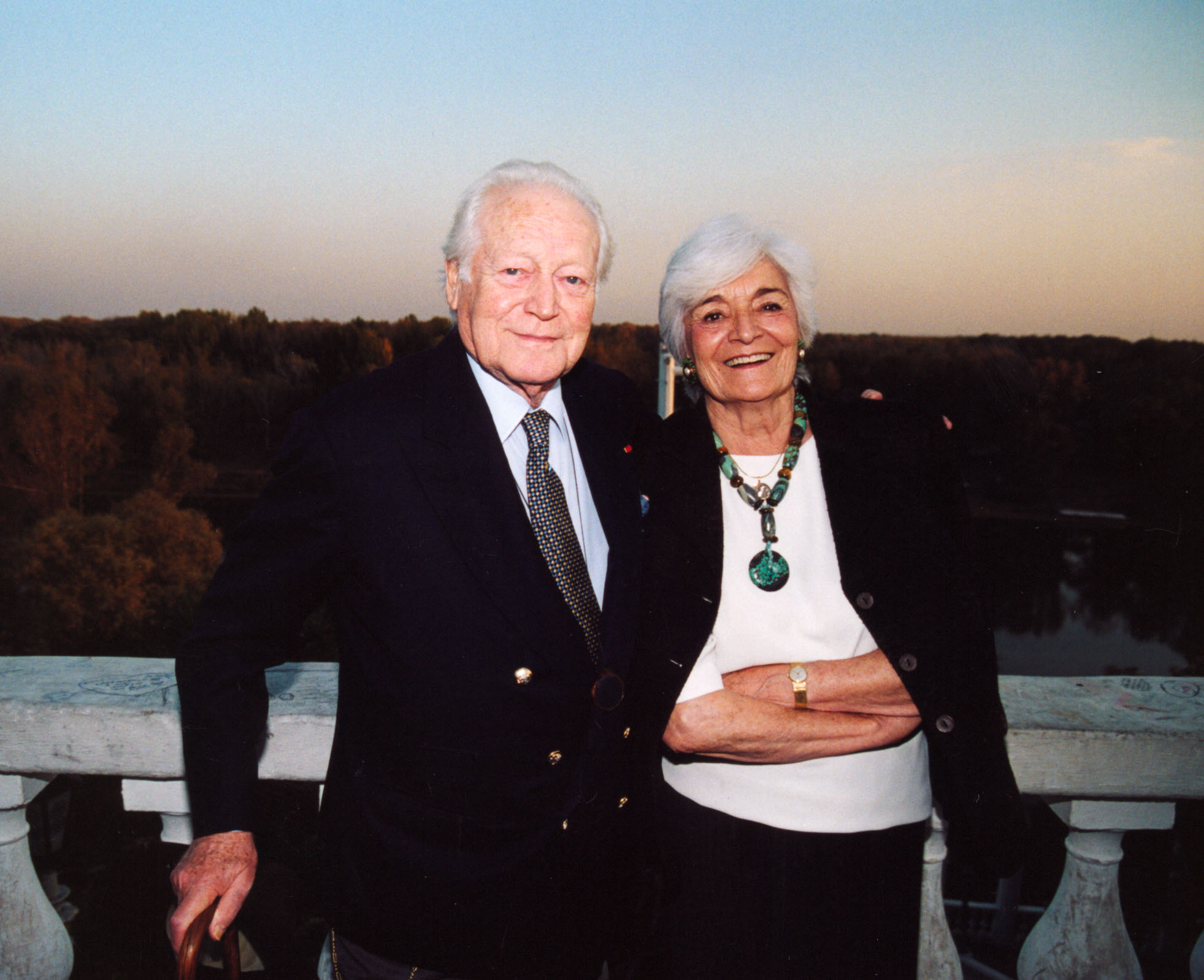

## روابط خارجية
- موريس دريون على موقع IMDb (الإنجليزية)
- موريس دريون على موقع مونزينجر (الألمانية)
- موريس دريون على موقع قاعدة بيانات الأفلام العربية
- موريس دريون على موقع ألو سيني (الفرنسية)
- موريس دريون على موقع ميوزك برينز (الإنجليزية)
- موريس دريون على موقع أول موفي (الإنجليزية)
- موريس دريون على موقع قاعدة بيانات الأفلام السويدية (السويدية)
- موريس دريون على موقع أول ميوزيك (الإنجليزية)
- موريس دريون على موقع ديسكوغز (الإنجليزية)
- موريس دريون على موقع قاعدة بيانات الفيلم (الإنجليزية)